# Phytomyza subalpina
Phytomyza subalpina este o specie de muște din genul Phytomyza, familia Agromyzidae, descrisă de Sehgal în anul 1971. Conform Catalogue of Life specia Phytomyza subalpina nu are subspecii cunoscute.